# کشکنجیر

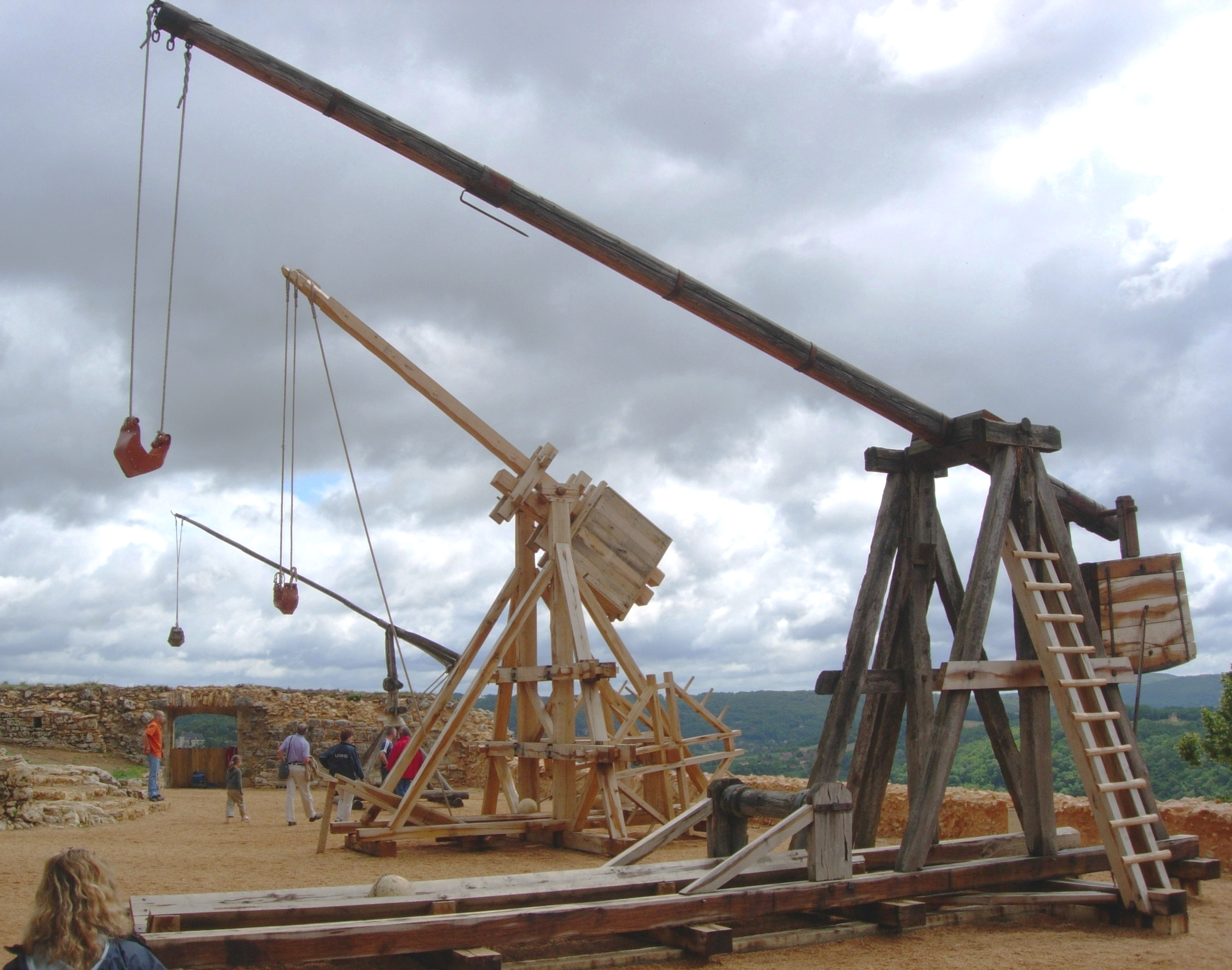
کشکنجیرهایی در کاخ کاسلنو لاشاپل.

کُشکَنجیر (کوشک‌انجیر) (انگلیسی: Trebuchet) گونه‌ای از منجنیق بزرگ دژکوب بود که در گذشته با آن سنگ‌ها و تیرها را از فاصله‌های دور به سوی دژ یا دشمن پرتاب می‌کردند. هدف بهره‌گیری از کشکنجیر، بیشتر برای سوراخ و ویران کردن حصار دژهای دشمن بود.
دو نوع اصلی کشکنجیر وجود دارد. اولین مورد کشکنجیر کششی یا مانگونل است که از نیروی انسانی برای چرخاندن بازو استفاده می کند. اولین بار در قرن چهارم قبل از میلاد در چین ظاهر شد. در غرب، احتمالا توسط آوارها، گسترش یافت و در قرن ششم تا هفتم پس از میلاد توسط بیزانسی ها، ایرانیان، اعراب و سایر مردمان همسایه پذیرفته شد.

## ریشه‌شناسی نام
کُشک کوتاه‌شدهٔ کوشک (کاخ) و انجیر کوتاه‌شدهٔ انجیرنده، یعنی سوراخ‌کننده است.